# Otomacos
Los otomacos eran un grupo de indígenas venezolanos hoy en día extintos. Estaban relacionados con los taparitas y se les consideraba distintos de otros grupos.
Habitaban en la región del Apure y en las orillas del río Orinoco. Cuando llegaron los europeos a Venezuela los otomacos mantenían un conflicto permanente con los caribes. Fueron evangelizados por los misioneros españoles en el siglo XVIII. Desaparecieron como grupo distinto a comienzos del siglo XX.
El padre Joseph Gumilla documentó muchas costumbres de este pueblo.

## Idioma otomaco

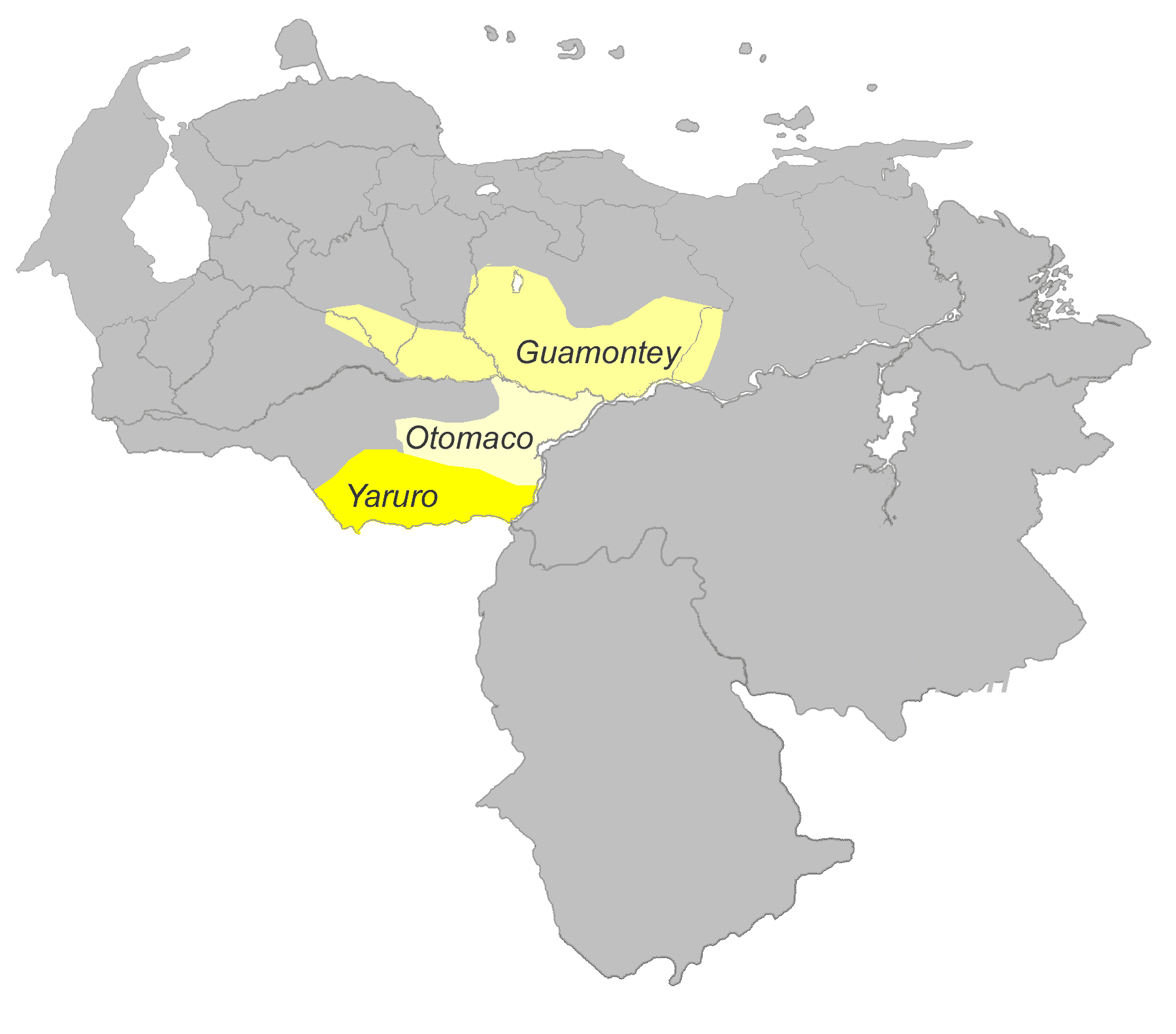
Dominio aproximado del otomaco, el yaruro y el guamontey, todas ellas lenguas aisladas.

Del idioma otomaco se sabe poco. El jesuita Filippo Salvatore Gilii lo consideraba un idioma aparte de los demás. Esteban Emilio Mosonyi Szász describe que poseían un idioma que no ha podido clasificarse emparentado con otros idiomas. Han quedado vocabularios considerables del otomaco, que fueron estudiados por Ángel Rosenblat en 1948.

## Vida
Los otomacos eran etnias semi-sedentarias que vivían ante todo de la pesca y recolección.
Humboldt escribe:

[...] son personas muy corpulentas pero feas, vengativas y muy dadas a bebidas fermentadas...los otros indios, que los consideran bárbaros, dicen que no hay nada tan asqueroso que no lo coma un otomaco. Cuando el nivel del agua en el Orinoco y sus ríos tributarios es bajo, los otomacos viven de la pesca y de las tortugas...cuando tienen lugar las inundaciones, que duran de dos a tres meses, tragan tierra en cantidades increíbles....Los otomacos consumen diariamente durante varios meses unos tres cuartos de libra de arcilla algo endurecida al fuego, sin que su salud sufra por ello...dicen que es la arcilla la que los sacia y no los pocos alimentos que ingieren en ese tiempo.

Consumían casabe, al igual que muchos otros pueblos indígenas de la región. El padre Gilli escribe que «los otomacos tienen una gran pasión por el juego de pelota».